# みるみるミルキィ
『みるみるミルキィ』は、テレビの声優バラエティ番組である。

## 概要
メディアミックスプロジェクト「Project MILKY HOLMES」の一環で結成された声優ユニット「ミルキィホームズ」の三森すずこ、徳井青空、佐々木未来、橘田いずみの4名がレギュラーとして出演するバラエティー番組である。『ミルキィホームズの特別授業』以来約2年ぶりの冠番組を得たミルキィホームズの4名に加え、彼女たちの姉妹ユニットである「ミルキィホームズ フェザーズ」の愛美と伊藤彩沙の2名も高頻度で出演している。
2014年9月18日に東京ゲームショウのブシロードブースで行われた「ミルキィホームズ セカンドステージ 発表会」にて番組の放送が発表された。さらに初回放送直前となる10月3日にはYouTube内「ブシロードムービー」チャンネルでの公開が発表された。こちらは地上波での放送を追う形で2日遅れ、月曜日の18時より1週間の期間限定公開となっている。
2014年10月4日より2015年6月までTOKYO MX、サンテレビ、テレビ愛知、BS11（同局のみ2015年1月よりネット開始）にて放送した。
2016年4月から同年6月まで第2期が放送された。
ブシロード10周年祭特別番組の一環で2016年12月31日に“大晦日スペシャル”（『ブシロード10周年祭開催記念「劇場版ヴァンガード×ミルキィホームズ×KNOCKOUT」特番!!』内20:20-20:50）及び2017年1月2日に“お正月スペシャル”（『月刊ブシロードTVお正月版〜コンテンツよりぬき13時間放送SP〜』内9:30-10:00）が放送された。
2017年5月には3週限定で第3期（ブシロード10周年記念特別版）が放送された。第3期はアニメ『BanG Dream!』の事後特番シリーズの合間（「LIVE特BanG! feat.ガルパ」と「BanG Dream!めざせ武道館特BanG!」の間）の放送となるため、地上波・BSにおける『BanG Dream!』の先発ネット局から宮城テレビ放送を除いた各局において、同番組の放送枠を使って放送された。このため、この特別版が初めてのネットとなった放送局もあった。
ブシロードの一社提供であるが、第1期ではプロモーションの関係で一時的にポニーキャニオンも提供していた。
第2期ではブシロードミュージックも加わっている（提供読み上げナレーションはブシロードのみのまま変わらず。また、第1期でもブシロードミュージックのCMも流されていた）。

## 番組内容
毎回冒頭にて、「この番組では声優ユニット『ミルキィホームズ』の部屋で巻き起こる出来事をお届けしていきます」というテロップが入る。この「部屋」でのスタジオパートと、バラエティパートが交互に繰り返される構成になっている。
スタジオパートではおそろいの衣装を着たミルキィホームズの4人によるフリートークが行われるが、トーク内容は雑多で、多くの場合は彼女たちの活動との関連性は薄い。
バラエティパートではロケを行う場合もあれば、ミルキィホームズに関係するイベントのダイジェスト、あるいはメンバーによるゲームの紹介などが行われる。
スタジオパートは基本的にミルキィホームズの4人での進行となるが、第7回の放送ではゲストとしてフェザーズの2人がスタジオに招かれた。

## スタッフ
- 製作総指揮 - 木谷高明
- 企画 - ミルキィホームズ プロジェクト
- プロデューサー - 岡田太郎
- 製作プロデューサー - 河合真一
- ディレクター - 斉藤裕也
- 製作 - 笹尾裕子（第1期）、深田綾希子
- 編集 - 柳澤諭
- MA - 小菅康夫
- 番組構成 - 浅野祐二（第1期の一部）
- 構成作家 - 福田郁子（第1期の一部）、浅野祐二（第1期の一部及び第2期）
- 技術 - magokoro factory
- 衣装　- 有限会社コモ
- ヘアメイク - fringe、清水有希子（2016-17年末年始特番）
- 美術 - 株式会社フジアール
- 広報 - 小池麻友（第1・2期）、古谷聡浩（第1期）、田中弥生（第2期・2016-17年末年始特番）、丸山駿（2016-17年末年始特番）
- 宣伝 - 原田梨恵（第1期）、小柴未里（第1・2期）、中尾祐子（2016-17年末年始特番）、今野江里子（第2期・2016-17年末年始特番）
- 企画協力 - 和泉勇一（第1期）
- 製作協力 - COO Inc.、ブシロードメディア（第2期・2016-17年末年始特番）
- 製作著作 - ブシロードミュージック（第2期・2016-17年末年始特番）

## 主なコーナー
- 東京ゲームショウ2014 ミルキィホームズセカンドステージ発表会（#1）
  - 東京ゲームショウ2014 フェザーズレポート
- 橘田と佐々木のミルキィホームズ普及活動（#3、4）
- みるみる体操を作ろう!（#5、6）
- 秋のミニ運動会（#6、7）
- CD「オーバードライブ!」を宣伝してもらおう!（#7）
- ゲームアプリ「トイズドライブ」 ファンアプリ紹介（#7、8）
- 大人のミルキアン（ファン）を増やすために ゴルフをやってみる（#8）
  - 大人のミルキアン（ファン）を増やすために? 卓球をやってみる
- 「オーバードライブ!」仙台公演（#9）
  - 徳井&橘田 仙台の遊園地・ベニーランドで遊ぶ
  - 徳井&橘田 仙台・伊達政宗像に会いに行く
  - 徳井&橘田 仙台で牛タンを食べる
- 「オーバードライブ!」京都公演（#10）
  - 徳井&橘田 京都でミルキアン（ファン）を増やす
  - 京都で舞妓さんとお座敷遊び
- 「オーバードライブ!」福岡公演（#11）
  - 福岡でおいしいものを食べたい!
- ミルキィホームズ地方巡業シリーズ「オーバードライブ!」（#12）
  - 仙台公演 未公開シーン
  - 京都公演 未公開シーン
  - 福岡公演 未公開シーン
- 部屋にひとり ○○○○の場合

## 主題歌
第1期
「ミルミルUP↑」
作詞 - こだまさおり / 作曲 - 福本公四郎 / 編曲 - 安岡洋一郎 / 歌 - ミルキィホームズ

第2期以降
「みるみるUPっぷ↑↑」
作詞 - こだまさおり / 作曲 - 福本公四郎 / 編曲 - 安岡洋一郎 / 歌 - ミルキィホームズ

## ネット局
| 放送地域                   | 放送局             | 放送期間                      | 放送日時                                                                                                | 放送系列       | 備考                                                                                              |
| 第1期                      | 第1期              | 第1期                         | 第1期                                                                                                   | 第1期          | 第1期                                                                                             |
| -------------------------- | ------------------ | ----------------------------- | --- | -------------- | ------------------------------------------------------------------------------------------------- |
| 東京都                     | TOKYO MX           | 2014年10月4日 - 2015年6月27日 | 土曜 22:30 - 23:00                                                                                      | 独立局         |                                                                                                   |
| 兵庫県                     | サンテレビ         | 2014年10月4日 - 2015年6月27日 | 土曜 22:30 - 23:00                                                                                      | 独立局         |                                                                                                   |
| 愛知県                     | テレビ愛知         | 2014年10月6日 - 2015年6月29日 | 月曜 01:35 - 01:55（日曜深夜）                                                                          | テレビ東京系列 |                                                                                                   |
| 日本全域                   | YouTube            | 2014年10月6日 - 2015年6月29日 | 月曜 23:30 更新                                                                                         | ネット配信     | 「ブシロードチャンネル」にて公開 最新回を1週間限定公開                                            |
| 日本全域                   | ニコニコチャンネル | 2014年12月15日 - 3月31日      | 金曜 15:00 更新                                                                                         | ネット配信     | 過去回の販売・無料公開をしていたが、2016年3月31日をもって終了。                                   |
| 日本全域                   | BS11               | 2015年1月3日 - 2015年6月27日  | 土曜 18:30 - 19:00                                                                                      | BS放送         | 2014年に地上波で放送された回は未放送。 それまでは、同出演者の月刊ブシロードTVを放送していた。     |
| 出張版                     |                    |                               | |                |                                                                                                   |
| 日本全域                   | ニコニコ生放送     | 2015年2月25日                 | 水曜 22:00 - 23:00                                                                                      | ネット配信     | 「探偵歌劇 ミルキィホームズ TDチャンネル」にて放送                                                |
| 第2期                      |                    |                               | |                |                                                                                                   |
| 東京都                     | TOKYO MX           | 2016年4月2日 - 6月25日        | 土曜 22:30 - 23:00                                                                                      | 独立局         | エムキャス対応。                                                                                  |
| 兵庫県                     | サンテレビ         | 2016年4月2日 - 6月25日        | 土曜 22:30 - 23:00                                                                                      | 独立局         |                                                                                                   |
| 京都府                     | KBS京都            | 2016年4月2日 - 6月25日        | 土曜 22:30 - 23:00                                                                                      | 独立局         | 第1期は未放送                                                                                     |
| 日本全域                   | YouTube            | 2016年4月4日 - 6月27日        | 月曜 更新                                                                                               | ネット配信     | 「ブシロードチャンネル」にて公開 最新回を1週間限定配信                                            |
| 帰ってきたよりぬき         |                    |                               | |                |                                                                                                   |
| 東京都                     | TOKYO MX2          | 2016年3月26日、27日           | 土曜 13:30 - 14:00（#18） 土曜 15:00 - 15:30（#27） 土曜 16:30 - 17:00（#29） 日曜 15:00 - 15:30（#36） | 独立局         | 劇場版ヒット記念（#18、#27、#29、＃36を放送） エムキャス対応。                                    |
| よりぬき                   |                    |                               | |                |                                                                                                   |
| 東京都                     | TOKYO MX           | 2016年4月14日 - 6月30日       | 金曜 00:00 - 00:30（木曜深夜）                                                                          | 独立局         | 第2期放送記念（#18、#25、#35、#39、#10、#16、#29、#23、#6、#20、#31、#32を放送） エムキャス対応。 |
| 大晦日SP                   |                    |                               | |                |                                                                                                   |
| 東京都                     | TOKYO MX           | 2016年12月31日                | 土曜 20:20 - 20:50                                                                                      | 独立局         | ミルキィホームズ7周年記念 エムキャス対応。                                                        |
| 兵庫県                     | サンテレビ         | 2016年12月31日                | 土曜 20:20 - 20:50                                                                                      | 独立局         |                                                                                                   |
| 日本全域                   | YouTube            | 2017年2月6日                  | 月曜 18:00 更新                                                                                         | ネット配信     | 「ブシロードチャンネル」にて公開 1週間限定公開                                                    |
| お正月SP                   |                    |                               | |                |                                                                                                   |
| 東京都                     | TOKYO MX           | 2017年1月2日                  | 月曜 09:30 - 10:00                                                                                      | 独立局         | ミルキィホームズ7周年記念 エムキャス対応。                                                        |
| 日本全域                   | YouTube            | 2017年2月6日                  | 月曜 18:00 更新                                                                                         | ネット配信     | 「ブシロードチャンネル」にて公開 1週間限定公開                                                    |
| ブシロード10周年特別記念版 |                    |                               | |                |                                                                                                   |
| 東京都                     | TOKYO MX           | 2017年5月13日 - 5月27日       | 土曜 22:30 - 23:00                                                                                      | 独立局         | エムキャス対応。 翌11時から再放送                                                                 |
| 兵庫県                     | サンテレビ         | 2017年5月13日 - 5月27日       | 土曜 22:30 - 23:00                                                                                      | 独立局         |                                                                                                   |
| 京都府                     | KBS京都            | 2017年5月13日 - 5月27日       | 土曜 22:30 - 23:00                                                                                      | 独立局         |                                                                                                   |
| 愛知県                     | テレビ愛知         | 2017年5月15日 - 5月29日       | 月曜 1:05 - 1:35（日曜深夜）                                                                            | テレビ東京系列 | 2期は未放送                                                                                       |
| 埼玉県                     | テレビ埼玉         | 2017年5月16日 - 5月30日       | 火曜 0:30 - 1:00（月曜深夜）                                                                            | 独立局         | 初放送                                                                                            |
| 日本全域                   | BS11               | 2017年5月16日 - 5月30日       | 火曜 2:00 - 2:30（月曜深夜）                                                                            | BS放送         | 2期は未放送                                                                                       |
| 日本全域                   | BSフジ             | 2017年5月17日 - 5月31日       | 水曜 0:30 - 1:00（火曜深夜）                                                                            | BS放送         | 初放送                                                                                            |
| 日本全域                   | YouTube            | 2017年5月19日 - 6月2日        | 金曜 15:00 更新                                                                                         | ネット配信     | 「ブシロードチャンネル」にて公開 1週間限定公開                                                    |
| 神奈川県                   | テレビ神奈川       | 2017年5月18日 - 6月1日        | 木曜 1:00 - 1:30（水曜深夜）                                                                            | 独立局         | 初放送                                                                                            |
| 大忘年会2017               |                    |                               | |                |                                                                                                   |
| 東京都                     | TOKYO MX           | 2017年12月31日                | 日曜 21:30 - 22:00                                                                                      |                | エムキャス対応。                                                                                  |
| 大晦日SP2018               |                    |                               | |                |                                                                                                   |
| 東京都                     | TOKYO MX           | 2018年12月31日                | 月曜 19:30 - 20:00（前編） / 20:30 - 21:00（後編）                                                      | 独立局         | エムキャスでも配信                                                                                |
| 日本全域                   | YouTube LIVE       | 2018年12月31日                | 月曜 19:30 - 20:00（前編） / 20:30 - 21:00（後編）                                                      | ネット配信     | 「ブシロード公式チャンネル」にて地上波と同時配信                                                  |